# Міністр сільського господарства Греції
Міністр сільського господарства Греції — голова Міністерства сільського господарства Греції (грец. Υπουργείο Γεωργίας), яке 2009 року перейменоване на Міністерство сільського господарства і продовольства (грец. Υπουργός Αγροτικής Ανάπτυξης και Τροφίμων). Чинний міністр — Костас Скандалідіс.

## Список міністрів
| Ім'я                    | Початок повноважень | Кінець повноважень | Прем’єр-міністр                    |
| ----------------------- | ------------------- | ------------------ | ---------------------------------- |
| Дімітріос Папаспіру     | 24 липня 1974       | 21 листопада 1974  | Константінос Караманліс            |
| Іппократіс Іорданоглу   | 21 листопада 1974   | 10 вересня 1976    | Константінос Караманліс            |
| Іоанніс Бутос           | 10 вересня 1976     | 28 листопада 1977  | Константінос Караманліс            |
| Атанасіос Таліадурос    | 28 листопада 1977   | 10 травня 1978     | Константінос Караманліс            |
| Іоанніс Бутос           | 10 травня 1978      | 10 травня 1980     | Константінос Караманліс            |
| Атанасіос Канеллопулос  | 10 травня 1980      | 21 жовтня 1981     | Георгіос Ралліс                    |
| Константінос Симітіс    | 21 жовтня 1981      | 26 липня 1985      | Андреас Папандреу                  |
| Іоанніс Поттакіс        | 26 липня 1985       | 2 липня 1989       | Андреас Папандреу                  |
| Ставрос Дімас           | 2 липня 1989        | 12 жовтня 1989     | Ксенофон Золотас                   |
| Іоанніс Ліаппіс         | 12 жовтня 1989      | 23 листопада 1989  | Іоанніс Грівас                     |
| Ставрос Дімас           | 23 листопада 1989   | 13 лютого 1990     | Ксенофон Золотас                   |
| Іоанніс Ліаппіс         | 13 лютого 1990      | 11 квітня 1990     | Ксенофон Золотас                   |
| Міхаліс Папаконстантіну | 11 квітня 1990      | 8 серпня 1991      | Константінос Міцотакіс             |
| Сотіріс Кувелас         | 8 серпня 1991       | 31 жовтня 1991     | Константінос Міцотакіс             |
| Сотіріс Хатзігакіс      | 31 жовтня 1991      | 27 листопада 1992  | Константінос Міцотакіс             |
| Христос Коскінас        | 27 листопада 1992   | 13 жовтня 1993     | Константінос Міцотакіс             |
| Георгіос Мораїтіс       | 13 жовтня 1993      | 15 вересня 1995    | Андреас Папандреу                  |
| Теодорос Статіс         | 15 вересня 1995     | 22 січня 1996      | Андреас Папандреу                  |
| Стефанос Тзумакас       | 22 січня 1996       | 30 жовтня 1998     | Константінос Симітіс               |
| Георгіос Аномерітіс     | 30 жовтня 1998      | 24 жовтня 2001     | Константінос Симітіс               |
| Георгіос Друс           | 24 жовтня 2001      | 10 березня 2004    | Константінос Симітіс               |
| Саввас Цітурідіс        | 10 березня 2004     | 23 вересня 2004    | Костас Караманліс                  |
| Евангелос Басіакос      | 23 вересня 2004     | 19 вересня 2007    | Костас Караманліс                  |
| ΑАлександрос Контос     | 19 вересня 2007     | 8 січня 2009       | Костас Караманліс                  |
| Сотіріс Хатзігакіс      | 8 січня 2009        | 7 жовтня 2009      | Костас Караманліс                  |
| Катерина Батзелі        | 7 жовтня 2009       | 7 вересня 2010     | Йоргос Папандреу                   |
| Костас Скандалідіс      | 7 вересня 2010      | 17 травня 2012     | Йоргос Папандреу і Лукас Пападімос |
| Наполеон Маравегіас     | 17 травня 2012      | 21 червня 2012     | Панайотіс Пікрамменос              |
| Атанасіос Цафтаріс      | 21 червня 2012      | чинний             | Антоніс Самарас                    |